# Welcker-Serenade
Die Welcker-Serenade (auch Welcker-Kundgebung oder Welcker-Demonstration) war eine Feierstunde demokratisch gesinnter Bürger am Abend des 28. September 1841 in Berlin zu Ehren des badischen Liberalen Carl Theodor Welcker. Die preußische Obrigkeit wertete die Zusammenkunft als eine ungehörige Demonstration. Sowohl das Ereignis als auch die anschließenden Maßregelungen von Beteiligten durch die Behörden fanden große Aufmerksamkeit in der politisch interessierten Öffentlichkeit.

## Vorgeschichte
In Preußen gab es im Vormärz keine Versammlungsfreiheit. Eine Möglichkeit, seine politische Überzeugung kundzutun, waren öffentliche Ehrungen und Freundschaftsbezeugungen gegenüber solchen Persönlichkeiten, die für dieselben Auffassungen bekannt waren. Das konnte durch ein Festessen geschehen, durch einen Fackelzug zum Haus des Geehrten oder durch eine „Serenade“, ein abendliches Ständchen vor seinem Haus. Diese Formen des Sympathieerweises nutzten alle politischen Lager, vor allem die Liberalen und Demokraten, die infolge der Karlsbader Beschlüsse und der Demagogenverfolgungen nicht damit rechnen konnten, dass ihnen die Behörden eine andere Möglichkeit der „Demonstration“ (womit im damaligen Sprachgebrauch jeder öffentliche Ausdruck politischer Forderungen gemeint war) genehmigt hätten.
Einer der Verfechter einer „constitutionellen Monarchie im liberalen und oppositionellen Sinne“ war Carl Theodor Welcker. Welcker war vor allem in Süddeutschland weitbekannt. Als ihm 1833 eine Gefängnisstrafe wegen der vermeintlichen Beleidigung des badischen Großherzogs drohte, planten seine Anhänger in Mannheim eine Serenade mit Fackelzug zu seiner Unterstützung. Doch die Behörden unterbanden die Serenade für Welcker.

## Die Ereignisse am 28. und am 29. September 1841
Im September und Oktober 1841 unternahm Welcker, zeitweise begleitet von Johann Adam von Itzstein, eine Reise durch Sachsen und Preußen, die auf Beobachter wie eine „Triumphreise“ wirkte. In Jena wurde er gefeiert, in Leipzig boten Studenten ihm ein „Lebehoch“ dar, in Dresden wurde ihm eine „Nachtmusik“ zuteil. Als bekannt wurde, dass Welcker nach Berlin kommen werde, trat dort „ein Verein wissenschaftlich gebildeter Männer, vorzüglich Literaten“ zusammen und beschloss, ihn ebenfalls zu ehren.
In Berlin angekommen, war er zunächst bei Bettina von Arnim zu Gast. Am 28. September 1841 abends um 10 Uhr versammelte sich eine stetig wachsende Menge vor dem Hotel zum Kronprinzen in der Königsstraße, in dem Welcker logierte. Das Musikkorps der Gardeartillerie spielte die Ouvertüre der die Freiheitsliebe verherrlichenden Oper La muette de Portici von Daniel-François-Esprit Auber. Adolf Friedrich Rutenberg brachte ein „Vivat!“ auf den „kühnen, unermüdlichen Vorfechter für deutsche Volksrechte“ aus. Anschließend hielt Welcker vom Fenster „eine freie, kühne Rede an die Versammelten“. Unter den Zuhörern traten besonders die Studenten in Erscheinung. Insgesamt sollen „Tausende“ zugegen gewesen sein. Die Menge sang Lieder wie „Was ist des Deutschen Vaterland?“ und „Freiheit, die ich meine“ und zerstreute sich erst gegen Mitternacht. Die Initiatoren und Welcker feierten in einer Weinstube weiter. Eine weitere Kundgebung für Welcker folgte am nächsten Tag.

## Bekannte Teilnehmer der Welcker-Serenade
Unter den Organisatoren der Serenade finden sich einige bekannte Namen, damals meist jüngeren Alters:
- Bruno Bauer (1809–1882), Theologe und Junghegelianer
- Jacob Burckhardt (1818–1897), damals Student in Berlin[15]
- Wilhelm Cornelius (geb. 1809), Schriftsteller
- Ludwig Eichler (1814–1870), politischer Journalist und Schriftsteller
- Eduard Flottwell jun. (1811–1862), der Sohn des gleichnamigen Oberpräsidenten der Provinz Sachsen,[16] Oberlandesgerichtsreferendar, zuvor Student bei Johann Jacoby[17]
- Karl Friedrich Köppen (1808–1863), Lehrer an der Dorotheenstädtischen Realschule in Berlin, Junghegelianer und politischer Journalist[18]
- Eduard Meyen (1812–1870), Junghegelianer und politischer Publizist
- Theodor Mügge (1802–1861), Schriftsteller
- Karl Riedel (1804–1878), zunächst Geistlicher, dann leitender Redakteur des Athenäum, der „Zeitschrift für das gebildete Deutschland“
- Adolf Friedrich Rutenberg (1808–1869), Lehrer, Junghegelianer und politischer Journalist
- Rudolf Wentzel, Übersetzer im Ministerium der auswärtigen Angelegenheiten und Redakteur der Allgemeinen Preußischen Staatszeitung
- Friedrich Zabel (1802–1875), zunächst Geistlicher, ab 1840 Berliner Korrespondent für mehrere Zeitungen, u. a. für die Kölnische Zeitung

## Die Reaktion der Obrigkeit
Tags darauf, am 30. September, sah Welcker sich genötigt, Berlin zu verlassen. Denn ihm drohte die Ausweisung aus Berlin. Er reiste weiter nach Hamburg, wo ihm am 5. Oktober wiederum „bei Fackelschein“ ein „Ständchen“ gegeben wurde. Bei dieser Gelegenheit erklang erstmals „Das Lied der Deutschen“.
In Berlin gingen die Behörden derweil gegen die Urheber der Welcker-Serenade vor. Gegen die Veranstaltung als solche hatten sie keine Handhabe. Denn die erforderliche behördliche Genehmigung vorab hatten die Veranstalter erhalten, und zwar durch einen „echt vormärzlichen Husarenstreich“. Dem zuständigen Beamten hatten sie weisgemacht, man wolle dem Wirt des „Kronprinzen“ ein Ständchen bringen. Gleichwohl wollte das Polizeiministerium nach Welckers Abreise den Vorfall nicht auf sich beruhen lassen. Denn eines war offenkundig: Es war „mehr als eine bloße Serenade“. „Die Festbankette und Serenaden galten, wie die Regierung sehr wohl wusste, nicht der Person Welckers, sondern der Sache, die er vertrat.“ Die Regierung war beunruhigt, weil es nicht bei einer Feier im kleinen Kreis geblieben war, sondern „einiger Pöbel mitgejauchzt“ hatte.
Offenbar war es mehr als nur eine „Studentendemonstration“. Die Regierung war zudem beunruhigt, weil unter den Teilnehmern auch Personen waren, von denen sie es nicht erwartet hatte: Wentzel als Mitarbeiter der staatstragenden Staatszeitung, der Sohn eines Oberpräsidenten, gar die Militärmusiker.
Das preußische Polizeiministerium führte eine Untersuchung über die Vorfälle durch. Wohl auch um nicht weitere Aufmerksamkeit auf die Welcker-Serenade zu lenken, empfahl das Polizeiministerium in seinem Bericht an König Friedrich Wilhelm IV., „daß denn doch kein Anlaß zu weiteren gerichtlichen oder polizeilichen Verfahren sei“. Der König jedoch wollte die Welcker-Serenade nicht auf sich beruhen lassen. Er erließ eine Kabinettsorder, der zufolge die Staatsbediensteten unter den Teilnehmern einen strengen Verweis erhielten. Bruno Bauer, seit 1839 Privatdozent an der Universität Bonn, sei aus seinem Lehramte zu entfernen. Weitere Maßnahmen folgten:
- Rudolf Wentzel verlor seine Stelle.[25] In einer Eingabe verwendeten sich Eichler, Köppen, Meyen, Mügge, Rutenberg und Zabel für ihn.[31]
- Karl Friedrich Köppen wurde verwarnt und eine dreimonatige polizeiliche Überwachung über ihn verhängt.[32] Insgesamt wurden drei Teilnehmer der Welcker-Serenade „unter polizeiliche Aufsicht“ gestellt.[33]
- Wilhelm Cornelius musste Berlin verlassen.[34]
- Karl Riedel wurde wegen seiner Teilnahme an der Welcker-Serenade ebenfalls ausgewiesen.[35] Die Konzession zur Herausgabe des „Athenäums“ wurde ihm und Meyen wegen ihrer Teilnahme an der Serenade für Welcker entzogen.[36]

Am 7. November 1841 wurden die Initiatoren der Welcker-Serenade im Polizeipräsidium vernommen. Sie mussten einen Revers unterschreiben, dass sie „weder einen politischen Zweck, noch die Beleidigung des Königs im Sinne gehabt“ hatten, sondern lediglich Welcker eine Ehre erweisen wollten. Dennoch ließ Polizeipräsident von Puttkammer bald darauf noch einmal „sieben Welcker-Freunde“ vorladen und warnte sie, „an öffentlichen Orten nicht lose Reden zu führen“. Die Maßnahmen der preußischen Regierung gegen die Teilnehmer der Welcker-Serenade erregten großes Aufsehen, auch im Ausland.
Für einige der prominenten Teilnehmer der Welcker-Serenade wogen die mittelbaren Folgen schwerer als die unmittelbaren Folgen. Denn wer von ihnen zuvor noch nicht von der Polizei beäugt worden war, geriet durch seine Teilnahme in deren Visier. Für diejenigen, die schon zuvor als „verdächtige Elemente“ gegolten hatten, verlängerte / verschärfte sich der Beobachtungsdruck, so etwa für Adolf Friedrich Rutenberg. Als er am 2. Februar 1842 auf Vorschlag von Karl Marx leitender Redakteur der Rheinischen Zeitung wurde, brachte er den „Makel“ der Welcker-Serenade und das „Verdächtigsein“ gewissermaßen mit, wie die preußischen Zensurakten bezüglich der Rheinischen Zeitung bezeugen.

## Die öffentliche Anteilnahme
Die Welcker-Serenade und – mehr noch – die folgenden Repressionen gegen die Initiatoren fanden weite Beachtung in der politische Öffentlichkeit und in der zeitgenössischen Publizistik, zum Teil durchaus kontrovers. Die Zeitgenossen hoben hervor, dass die öffentlichen Kundgebungen für bürgerliche Freiheiten nun auch Berlin erreicht hätten. Dort habe man zuvor „nur Malern und Gelehrten Serenaden und Fackelzüge gebracht, einem freisinnigen deutschen Volksabgeordneten geschieht diese Ehre zum ersten Male“. Die von Friedrich de la Motte-Fouqué herausgegebene Zeitung für den deutschen Adel, die das Ereignis der Welcker-Serenade und dessen Urheber negativ schilderte, nahm es immerhin als einen „Beweis“ dafür, dass die Redefreiheit „in Preußen sogar auf den Straßen grünt und blüht“. Ernst Dronke schilderte in seinem Panorama des damaligen Berlin die Welcker-Serenade auch deshalb, weil er darin ein Beispiel dafür sah, dass sich Anfang der 1840er Jahre „in der Öffentlichkeit des bürgerlichen Lebens ein vorwärts strebender Geist immer mehr kund[machte]“.
Es fehlte nicht an Sympathiebezeugungen mit den Gemaßregelten. So lud der Intendant des Potsdamer Theaters die Teilnehmer der Welcker-Serenade zu einer Aufführung der Antigone des Sophokles ein, jenes zeitlosen Vorbilds für ein moralisch gerechtfertigtes Aufbegehren gegen staatliche Ordnung.
Das Vorgehen des Königs war ein Dämpfer für manche Hoffnungen, die sich vor dessen Regierungsantritt auf Friedrich Wilhelm IV. gerichtet hatten. Gleichwohl wurde die Welcker-Serenade für wert befunden, in die offiziöse Chronik seiner Regierung aufgenommen zu werden.

## Bedeutung
Historisch bedeutsam ist die Welcker-Serenade, weil sie zeigt, dass es im Jahrzehnt vor der Revolution von 1848 nur eines kleinen Anlasses wie der Durchreise eines bekannten Liberalen bedurfte, damit sowohl der Verdruss eines Gutteils des Bürgertums über die politischen Verhältnisse im Vormärz, insbesondere über die Verweigerung der Meinungs- und Versammlungsfreiheit, als auch dessen Bereitschaft, dagegen aufzubegehren, öffentlich wurden. So wird sie in zahlreichen Darstellungen zur deutschen Geschichte im 19. Jahrhundert, insbesondere zur Vorgeschichte der Revolution 1848, erwähnt. In der marxistischen Interpretation steht die Episode der Welcker-Serenade für das fortschrittliche politisch-gesellschaftliche Bewusstsein der Junghegelianer „gegenüber dem zurückgebliebenen, abgelebten süddeutschen Liberalismus“. Helmut Hirsch zieht den Schluss, dass die Ereignisse bei und nach der Welcker-Serenade „auf die geschichtlich wichtigsten Figuren aus dem ganzen Kreis, Marx und Engels, radikalisierend gewirkt“ haben. „Weil die herrschenden Schichten Deutschlands keine radikalen Dozenten wollten, schenkten sie der Welt Dozenten des Radikalismus.“
Ein persönliches Resümee besonderer Art zog Carl Friedrich Welcker, als er für die zweite Auflage des Staatslexikons den Artikel Adresse, Adressenwesen, politische Demonstrationen schrieb. Er verteidigte „öffentliche Handlungen wie etwa Serenaden und die Anreden an die öffentlich Gefeierten und deren öffentliche Antworten“ als für die politische Meinungsbildung unerlässlich. In der „Huldigung für die Freiheit und für freigesinnte Männer“ komme „die Liebe zur Freiheit bei an sich unbedeutenden Veranlassungen wie ein Lauffeuer … zum Vorschein“.